# Candelariales
Candelariales es un orden de hongos de la clase Lecanoromycetes. Contiene a las familias Candelariaceae y Pycnoraceae. El orden fue circunscrito por Jolanta Miadlikowska, François Lutzoni y Helge Thorsten Lumbsch como parte de una clasificación filogenética integral del reino Fungi publicada en 2007.